# Saint-Aubin-de-Nabirat
Saint-Aubin-de-Nabirat település Franciaországban, Dordogne megyében. Lakosainak száma 157 fő (2022. január 1.). Saint-Aubin-de-Nabirat Nabirat, Léobard, Salviac, Florimont-Gaumier és Saint-Martial-de-Nabirat községekkel határos.

## Népesség
A település népessége az elmúlt években az alábbi módon változott:
| Lakosok száma | 138  | 124  | 125  | 130  | 136  | 143  | 146  | 148  | 154  | 157  |
|               | 1968 | 1990 | 2006 | 2011 | 2015 | 2016 | 2018 | 2019 | 2021 | 2022 |